# Steve Reich
Steve Reich ou Stephen Michael Reich (Nova Iorque, 3 de outubro de 1936) é considerado um dos mais importantes compositores da música minimalista e da música modalista.
Estudou percussão aos catorze anos com o timpanista da Orquestra Filarmônica de Nova Iorque; formou-se em Filosofia na Universidade Cornell; estudou composição por dois anos com Hall Overton, de 1958 até 1961 na escola de música Juilliard. Além disso, estudou em institutos africanos e balineses. Em 1990 ganhou o Grammy de melhor compositor contemporâneo.
Recebeu o Prémio Pulitzer de Música em 2009 por Double Sextet.

## Obras
- Soundtrack for The Plastic Haircut, tape (1963)
- It's Gonna Rain, tape (1965)
- Soundtrack for Oh Dem Watermelons, tape (1965)
- Come Out, tape (1966)
- Melodica, melodica and tape (1966)
- Piano Phase for two pianos, or two marimbas (1967)
- Slow Motion Sound concept piece (1967)
- Violin Phase for violin and tape or four violins (1967)
- My Name Is for three tape recorders and performers (1967)
- Pendulum Music for 3 or 4 microphones, amplifiers and loudspeakers (1968) (revised 1973)[2]
- Four Organs for four electric organs and maracas  (1970)
- Phase Patterns for four electric organs (1970)
- Drumming for 4 pairs of tuned bongo drums, 3 marimbas, 3 glockenspiels, 2 female voices, whistling and piccolo (1970/1971)
- Clapping Music for two musicians clapping (1972)
- Music for Pieces of Wood for five pairs of tuned claves (1973)
- Six Pianos (1973) - transcribed as Six Marimbas (1986)
- Music for Mallet Instruments, Voices and Organ (1973)
- Music for 18 Musicians (1974–76)
- Music for a Large Ensemble (1978)
- Octet (1979) - withdrawn in favor of the 1983 revision for slightly larger ensemble, Eight Lines
- Variations for Winds, Strings and Keyboards for orchestra (1979)
- Tehillim for voices and ensemble (1981)
- Vermont Counterpoint for amplified flute and tape (1982)
- The Desert Music for chorus and orchestra or voices and ensemble (1984, text by William Carlos Williams)
- Sextet for percussion and keyboards (1984)
- New York Counterpoint for amplified clarinet and tape, or 11 clarinets and bass clarinet (1985)
- Three Movements for orchestra (1986)
- Electric Counterpoint for electric guitar or amplified acoustic guitar and tape (1987, for Pat Metheny)
- The Four Sections for orchestra (1987)
- Different Trains for string quartet and tape (1988)
- The Cave for four voices, ensemble and video (1993, with Beryl Korot)
- Duet for two violins and string ensemble (1993)
- Nagoya Marimbas for two marimbas (1994)
- City Life for amplified ensemble (1995)
- Proverb for voices and ensemble  (1995, text by Ludwig Wittgenstein)
- Triple Quartet for amplified string quartet (with prerecorded tape), or three string quartets, or string orchestra (1998)
- Know What Is Above You for four women’s voices and 2 tamborims (1999)
- Three Tales for video projection, five voices and ensemble (1998–2002, with Beryl Korot)
- Dance Patterns for 2 xylophones, 2 vibraphones and 2 pianos (2002)
- Cello Counterpoint for amplified cello and multichannel tape (2003)
- You Are (Variations) for voices and ensemble (2004)
- For Strings (with Winds and Brass) for orchestra (1987/2004)
- Variations for Vibes, Pianos, and Strings dance piece for three string quartets, four vibraphones, and two pianos (2005)
- Daniel Variations for four voices and ensemble (2006)
- Double Sextet for violin, cello, piano, vibraphone, clarinet, flute and pre-recorded tape (2007)

## Discografia selecionada
- Drumming (Reich). Steve Reich and Musicians (Two recordings: Deutsche Grammophon and Nonesuch) So Percussion (Cantaloupe)
- Music for 18 Musicians. Steve Reich and Musicians (Two recordings: ECM and Nonesuch)
- Octet/Music for a Large Ensemble/Violin Phase. Steve Reich and Musicians (ECM)
- Variations for Winds, Strings and Keyboards/Music for Mallet Instruments, Voices and Organ/ Six Pianos. San Francisco Symphony Orchestra, Edo de Waart, Steve Reich & Musicians (Deutsche Grammophon)
- Tehillim/The Desert Music. Alarm Will Sound and OSSIA, Alan Pierson (Cantaloupe)
- Different Trains/Electric Counterpoint. Kronos Quartet, Pat Metheny (Nonesuch)
- You Are (Variations)/Cello Counterpoint. Los Angeles Master Chorale, Grant Gershon, Maya Beiser (Nonesuch)

## Outras leituras
- D.J. Hoek. Steve Reich: A Bio-Bibliography. Greenwood Press, 2002.

### Entrevistas
- A Steve Reich Interview with Christopher Abbot
- Steve Reich Interview (7/98) with Richard Kessler
- Time and Motion: an interview with Steve Reich, by Robert Davidson, 1999
- A Steve Reich Interview with Marc Weidenbaum, 1999
- "Drumming" - Interview & analysis, selected as one of the NPR 100 most important musical works of the 20th century. Realaudio format, timing: 12:46, July, 2000
- Steve Reich Interview with Jakob Buhre, August 2000
- In Conversation with Steve Reich, by Molly Sheridan, June 2002
- Steve Reich and Beryl Korot interviewed by David Allenby, 2002
- An interview in The Guardian, January 2, 2004
- The Next Phase: Steve Reich talks to Richard Kessler About Redefinition and Renewal, 2004
- "How Small a Thought it Takes to Fill a Whole Life" - An Interview with Not-So-Minimalist Composer Steve Reich on AdventuresInMusic.biz, 2005
- A Steve Reich Interview with Hermann Kretzschmar on You Are (Variations), 2005
- The beaten track, an interview with Reich, by Andrew Clements, The Guardian, October 28, 2005
- An interview with Steve Reich on RTE television, National Broadcaster in Ireland, May 29, 2006
- An interview with Steve Reich on musicOMH.com, October 2006
- Interview: Steve Reich, by Joshua Klein, November 22, 2006.
- "Steve Reich at 70"from NPR Fresh Air broadcast October 6, 2006 includes interview about "It's Gonna Rain", "Drumming", and "Tehillim" that first aired in 1999 and another on "Different Trains" from 1989 (Realaudio format, timing: 39:25)
- "Video Interview (Feb. 2006)", Cité de la musique, Paris, France

### Ouvir
- Art of the States: Steve ReichDrumming Part I (1971)
- Steve Reich at UC Berkeley University Museum(November 7, 1970) Streaming audio
- Steve Reich at the Whitney"October 15, 2006" MP3
- Reich speaks about Daniel Variations for the South Bank Show

### Outros
- Classical Music Pages: Steve Reich biography
- A Description/documentary of Steve Reichfrom Duke University, includes sound samples and quotes
- EST:Steve Reich by Roger Sutherland
- Music as a Gradual Processby Steve Reich
- Steve Reich: You Are (Variations) premiere in LA (October 2004)
- New York Fetes Composer Steve Reich at 70from NPR
- Fascinating rhythm. Celebrating Steve Reich.Article by Alex Ross from The New Yorker.
- Steve Reich & Sonny Rollins winners of the Polar Music Prize for 2007Press release of Polar Prize announcement